# Labergement-Foigney
Labergement-Foigney é uma comuna francesa na região administrativa da Borgonha-Franco-Condado, no departamento de Côte-d'Or. Estende-se por uma área de 7,68 km². Em 2010 a comuna tinha 374 habitantes (densidade: 48,7 hab./km²).